# 郷原村
郷原村（ごうはら / ごうばら むら）は、広島県賀茂郡にあった村。現在の呉市の一部にあたる。

## 地理
- 河川：黒瀬川[1]

## 歴史
- 1889年（明治22年）4月1日、町村制の施行により、賀茂郡郷原村が単独で村制施行し、郷原村が発足[1][2]。
- 1899年（明治32年）広村との境界に広島水力電気が発電所設置[1]。
- 1937年（昭和17年）野路山麓の海軍用地に安浦海兵団郷原分団を設置[1]。
- 1945年（昭和20年）9月の枕崎台風で大きな被害を受けた[1]。
- 1956年（昭和31年）10月1日、呉市に編入され廃止[1][2]。

### 地名の由来
次の諸説あり。
1. 川の周辺の意味。
2. 山麓の縁を意味する地形にちなむ。

## 産業
- 農業[1]

## 教育
- 1947年（昭和22年）郷原中学校開校[1]